# Cima Roda
La Cima Roda è la vetta più alta della Paganella, situata a 2.125 m.

## Descrizione
Sulla vetta è ubicata la stazione meteorologica di Paganella, ufficialmente riconosciuta dall'organizzazione meteorologica mondiale, che costituisce un punto di riferimento per lo studio e l'analisi del clima della corrispondente area alpina.
Inoltre è presente un rifugio, che prende il nome dalla vetta. È accessibile dal versante di Andalo dalla seggiovia quadriposto ad agganciamento automatico Albi de Mez-Cima Paganella e dal versante di Fai della Paganella dalla seggiovia quadriposto La Selletta-Cima Paganella. Dalla vetta si snodano le piste di media difficoltà Olimpionica 3, Panoramica e Nuvola Rossa.
Nel 2016 è stata aperta una via ferrata, la via ferrata delle aquile, che da Cima Roda (2.125 m) costeggia la base del Dente di Corno.